# Бетамепродин
Бетамепродин — опиоидный анальгетик, родственный петидину. Вызывает обезболивание, седативный эффект и эйфорию. Средство блокирует производство простагландинов-веществ, ответственных за возникновение болевых ощущений и интенсивность воспалений.

## Побочные эффекты
Зуд, тошнота, психоз, жжение в области живота, расслабленность, рассеянность, нарушение сознания, жажда, изменение восприятия окружающего, покраснение лица, сужение зрачков, потенциально опасное затруднение дыхания, которое может быть опасным для жизни.

## Риски употребления бетамепродина
Психологическое привыкание. Это первый этап формирования зависимости. Проявляется в виде непреодолимой тяги принимать средство. Жизнь человека меняется в угоду наркотику.
Физическая аддикция. Опиоидная наркомания характеризуется выраженным абстинентным синдромом. Он тяжело переносится, требует немедленного обращения к врачу и опасен для жизни.
Передозировка.
Интеллектуальная и личная деградация.

## Правовой статус
В РФ Бетамепродин входит в Список I Перечня наркотических средств, психотропных веществ и их прекурсоров, подлежащих контролю в Российской Федерации (оборот запрещён).Постановление Правительства РФ №681 от 30 июня 1998 г.